# Królewski Nos
Królewski Nos (słow. Kráľovský nos, Slavkovský nos, niem. Königsnase, węg. Királyorr) – mało wybitny szczyt o wysokości ok. 2273 m n.p.m. znajdujący się w Sławkowskim Grzebieniu (ramię Sławkowskiego Szczytu opadające w kierunku Smokowieckiego Siodełka) w słowackich Tatrach Wysokich. Od wierzchołka Sławkowskiego Szczytu oddzielony jest on płytką Królewską Przełęczą, a od Królewskiej Czuby oddziela go siodło Królewskich Wrótek.
Królewski Nos znajduje się w pobliżu znakowanego niebieskiego szlaku turystycznego, który prowadzi na Królewską Przełęcz i dalej na główny wierzchołek Sławkowskiego Szczytu. Szlak omija Królewski Nos trawersem po wschodniej stronie, kilka metrów poniżej wierzchołka.
Sąsiadujący wierzchołek Królewskiej Czuby jest zwornikiem dla Królewskiego Grzebienia – krótkiej grani wybiegającej na północny wschód w kierunku Doliny Staroleśnej.
Pierwsze wejścia na Królewski Nos nie są znane, wchodzono na niego od dawna.

## Szlaki turystyczne
– niebieski szlak ze Starego Smokowca od stacji TEŽ przez Pięć Źródeł, Rozdroże pod Sławkowskim Szczytem, a stąd dalej Sławkowskim Grzebieniem przez Królewską Przełęcz.
- Czas przejścia ze Starego Smokowca do rozdroża: 1 h, ↓ 40 min
- Czas przejścia od rozdroża na szczyt: 3 h 30 min, ↓ 2 h 30 min

    – czerwony szlak (Magistrala Tatrzańska) ze Smokowieckiego Siodełka do Rozdroża pod Sławkowskim Szczytem, dalej już szlakiem niebieskim.
- Czas przejścia z Siodełka do rozdroża: 20 min w obie strony